# جيمس دافيدسون
جيمس أولى ديفيدسون (بالإنجليزية: James O. Davidson) سياسي أمريكي، ينتمي إلى الحزب الجمهوري الأمريكي، ولد في 10 فبراير 1854 في النرويج، وقد هاجر إلى الولايات المتحدة عندما كان يبلغ من العمر 18 عاما. شغل ديفيدسون منصب حاكم ولاية ويسكنسن ما بين عامي 1906 إلى عام 1911. توفي في 17 ديسمبر 1922 في ولاية ويسكنسن.